# О’Доннелл, Джозеф (младший)
Джозеф О’Доннелл или Хосе О’Доннелл был испанским генералом ирландского происхождения, который командовал войсками Королевства Испании против императорской Франции во время Пиренейской войны. Его отцом был Джозеф О’Доннелл старший. Джозеф был братом двух других генералов, более известного Генри О’Доннелла, 1-го графа Бисбаля, и Чарльза О’Доннелла. В 1808 году Джозеф был офицером штаба Педро Каро, 3-го маркиза Ла-Романы, во время побега Северной дивизии из Дании. Он был разбит Никола Годино в Сухаре в 1811 году. После катастрофической потери Валенсии в январе 1812 года он умело реорганизовал остатки испанской армии. Будучи генерал-капитаном Мурсии, он потерпел серьёзное поражение от Жана Изидора Ариспа в Касталье в июле 1812 года, и вскоре после этого был отстранён от командования.